# Gonomyia (Leiponeura) medleri
Gonomyia (Leiponeura) medleri is een tweevleugelige uit de familie steltmuggen (Limoniidae). De soort komt voor in het Afrotropisch gebied.